# San Antonio Tlilapa
San Antonio Tlilapa är en ort i Mexiko.   Den ligger i kommunen Tlapacoya och delstaten Puebla, i den sydöstra delen av landet, 160 km nordost om huvudstaden Mexico City. San Antonio Tlilapa ligger 741 meter över havet och antalet invånare är 374.
Terrängen runt San Antonio Tlilapa är huvudsakligen kuperad, men söderut är den bergig. Runt San Antonio Tlilapa är det ganska tätbefolkat, med 60 invånare per kvadratkilometer. Närmaste större samhälle är Xicotepec de Juárez, 18,3 km nordväst om San Antonio Tlilapa. Omgivningarna runt San Antonio Tlilapa är en mosaik av jordbruksmark och naturlig växtlighet.